# Bilhar americano

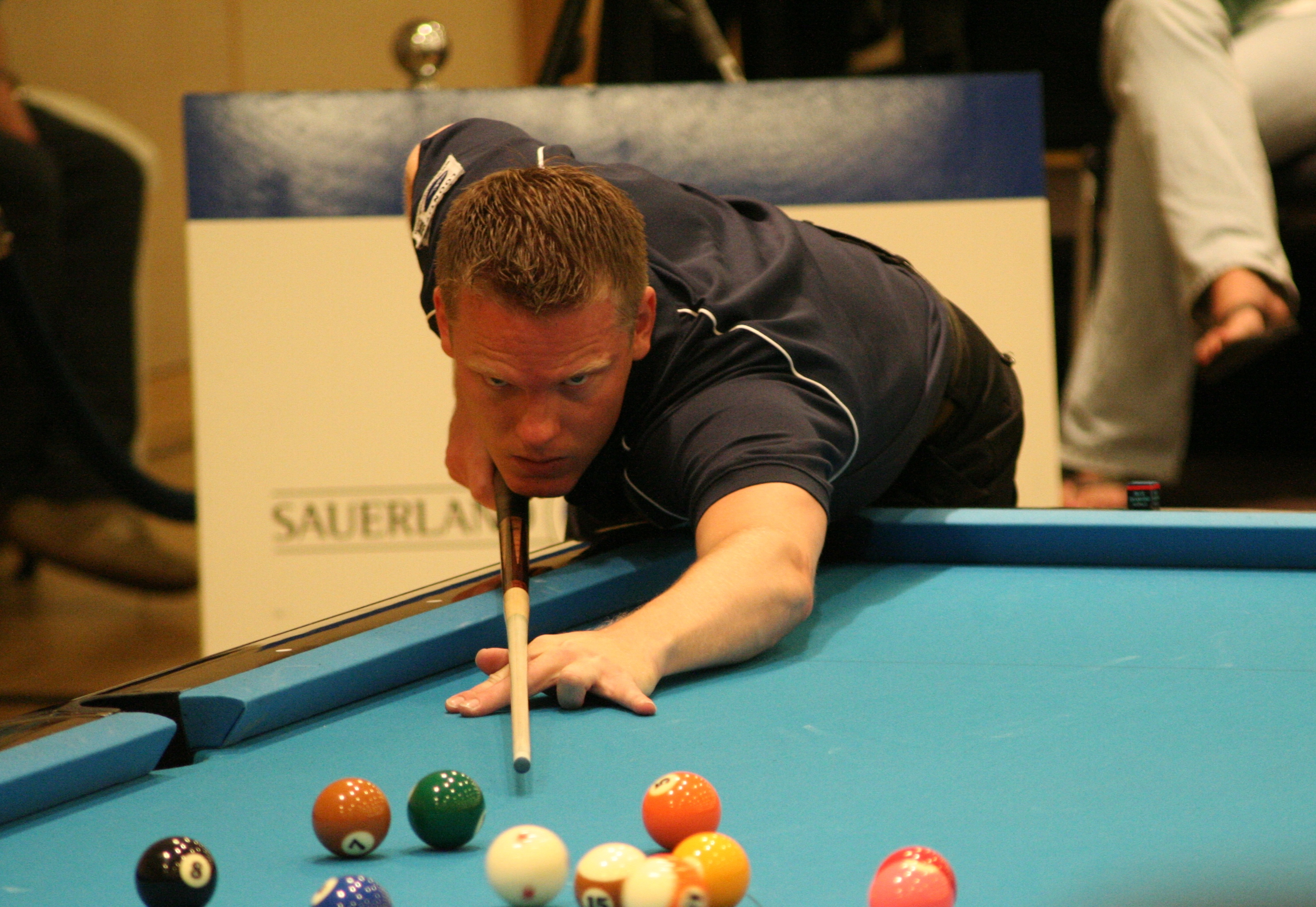
Um homem jogando bilhar.

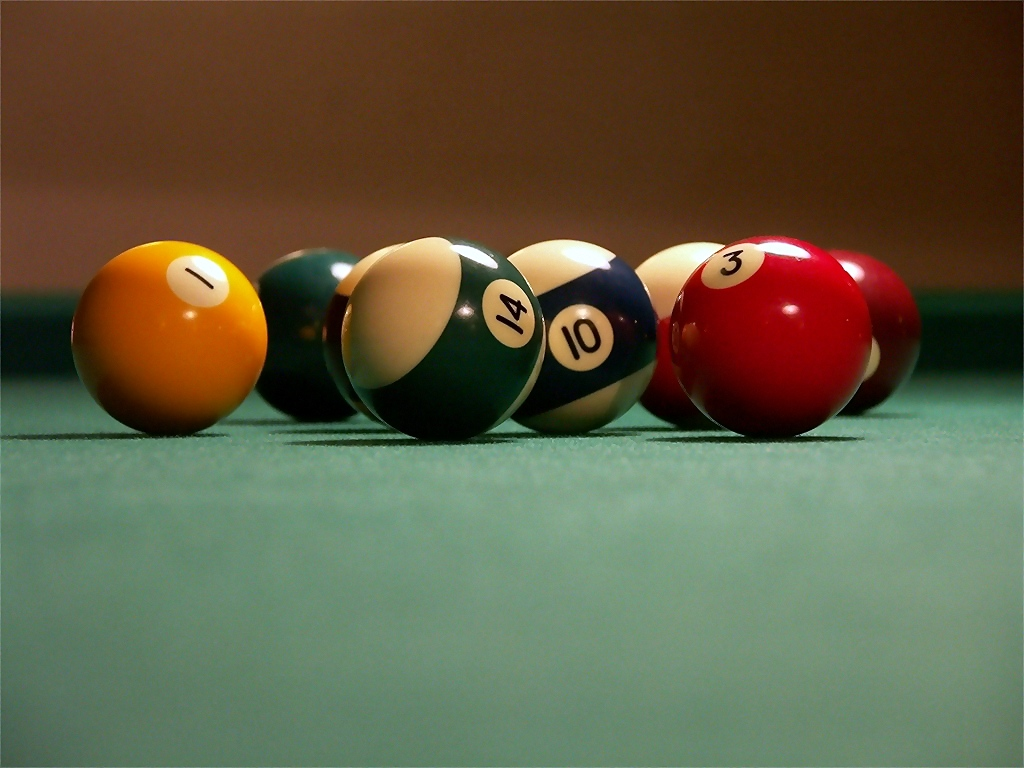
Bolas de bilhar

O bilhar americano ou pool é uma variante de bilhar, jogada numa mesa de 2,54 m por 1,27 m e com 76 cm de altura, e muito popular nos Estados Unidos da América.
Joga-se com 16 bolas:
- uma branca dita bola de choque, bola de tiro, ou simplesmente branca;
- 15 bolas numeradas de 1 a 15:
  - as bolas 1 a 7 são coloridas uniformemente, cada uma com sua cor (e ditas baixas, cheias ou pequenas);
  - a bola 8 é colorida inteiramente de preto;
  - as bolas 9 a 15 apresentam uma faixa de cor (cada uma com sua) sobre um fundo branco (ditas altas, listradas ou riscadas).

Com esta base há muitos jogos diferentes, como por exemplo o 14:1, que obedecem no entanto a algumas regras comuns.